# Abacènon
Abacènon (llatí: Abacaenum; grec antic: Ἀβάκαινον) va ser una ciutat de Sicília prop de la costa nord, entre Tíndaris i Miles.
Era una ciutat dels sículs però amb forta influència grega, tot i que els grecs no hi van establir cap colònia. Tíndaris es va separar d'ella l'any 396 aC, quan Dionís el Vell va fundar aquesta nova ciutat, segons diu Diodor de Sicília. El 393 aC, els grecs hi van derrotar els cartaginesos en la batalla d'Abacènon, part de la Tercera Guerra de Sicília. Tal com en parla Diodor de Sicília havia de ser una ciutat important en temps de Dionís el Vell, Agàtocles de Siracusa i Hieró II. Va desaparèixer de la història en temps de Hieró, si bé segurament va seguir existint, ja que Claudi Ptolemeu en fa esment. Segurament va entrar en decadència per la importància que va agafar la veïna ciutat de Tíndaris.
Avui és la moderna Tripi i en queden algunes restes antigues.